# Oedipoda
Oedipoda Latreille, 1829 è un genere di Ortotteri della famiglia Acrididae.

## Tassonomia
Il genere comprende le seguenti specie:
- Oedipoda aurea Uvarov, 1923
- Oedipoda caerulescens (Linnaeus, 1758)
- Oedipoda canariensis Krauss, 1892
- Oedipoda charpentieri Fieber, 1853
- Oedipoda coerulea Saussure, 1884
- Oedipoda discessa Steinmann, 1965
- Oedipoda fedtschenki Saussure, 1884
- Oedipoda fuscocincta Lucas, 1849
- Oedipoda germanica (Latreille, 1804)
- Oedipoda germari Heer, 1865 †
- Oedipoda haidingeri Heer, 1865 †
- Oedipoda himalayana Uvarov, 1925
- Oedipoda infumata Bey-Bienko, 1949
- Oedipoda jaxartensis Uvarov, 1912
- Oedipoda kurda Descamps, 1967
- Oedipoda ledereri Saussure, 1888
- Oedipoda liturata Le Guillou, 1841
- Oedipoda longipennis Poncrácz, 1928 †
- Oedipoda maculata Le Guillou, 1841
- Oedipoda miniata (Pallas, 1771)
- Oedipoda muchei Harz, 1978
- Oedipoda neelumensis Mahmood & Yousuf, 1999
- Oedipoda nigrofasciolata Heer, 1849 †
- Oedipoda oeningensis Heer, 1849 †
- Oedipoda pernix Steinmann, 1965
- Oedipoda pulchra Poncrácz, 1928 †
- Oedipoda schochii Brunner von Wattenwyl, 1884
- Oedipoda tincta Walker, 1870
- Oedipoda turkestanica Steinmann, 1965
- Oedipoda venusta Fieber, 1853

In Italia sono presenti cinque specie:
- Oedipoda caerulescens
- Oedipoda charpentieri
- Oedipoda fuscocincta
- Oedipoda germanica
- Oedipoda miniata